# Kesselwandferner
De Kesselwandferner is een gletsjer in de Ötztaler Alpen in de Oostenrijkse deelstaat Tirol.
De Kesselwandferner ligt iets ten noorden van de hoofdkam van de Alpen boven het Rofental, gelegen in het verlengde van het Venter Tal, dat op zijn beurt een zijdal van het Ötztal is. Het hoogste punt van de gletsjer ligt op de 3497 meter hoge Fluchtkogel, het uiterste puntje van de gletsjertong bevindt zich thans rond de 2800 meter hoogte. De oppervlakte van de gletsjer bedroeg in 2005 circa 3,9 km² bij een lengte van 4,1 kilometer. De Kesselwandjoch scheidt de Kesselwandferner van de Gepatschferner.
Gepatschferner · Grinner Ferner · Gurgler Ferner · Guslarferner · Hintereisferner · Hintertuxer Gletscher · Hochjochferner · Kesselwandferner · Mittelbergferner · Niederjochferner · Pasterze ·  Rettenbachferner · Stubaier Gletscher · Taschachferner · Vernagtferner